# Coturnix delegorguei

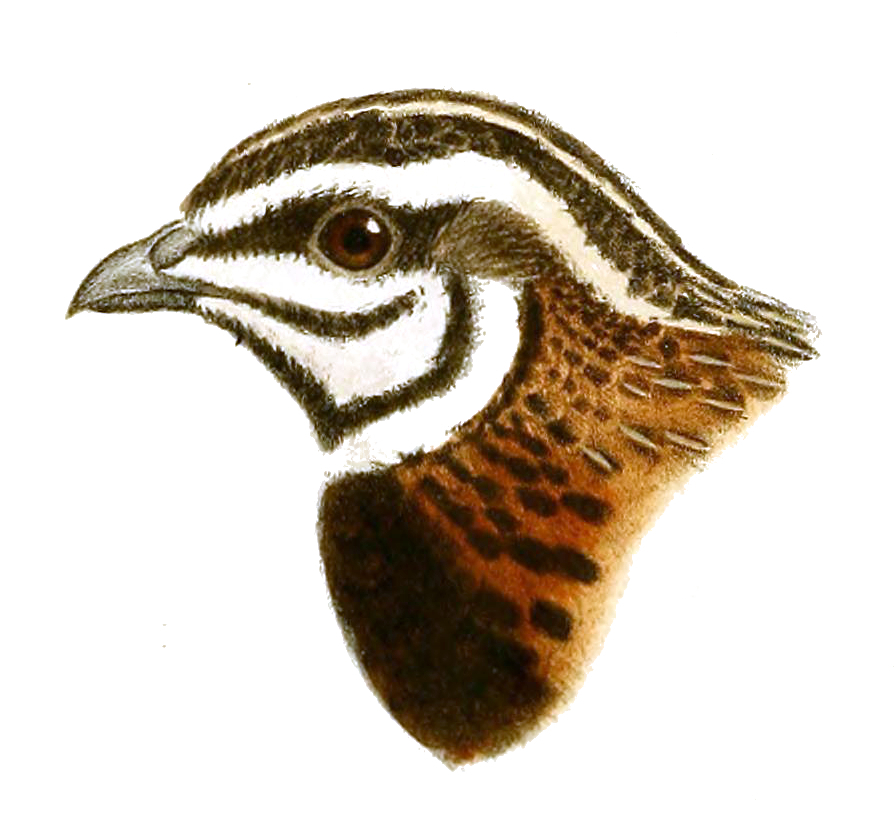
Disegno della testa di una quaglia arlecchino.

La quaglia arlecchino (Coturnix delegorguei Delegorgue, 1847) è un uccello galliforme della famiglia dei Fasianidi.

## Descrizione

### Dimensioni
Misura 16–19 cm di lunghezza per 49-93 g di peso nei maschi e 63-95 g nelle femmine.

### Aspetto
Il maschio presenta parti inferiori nere e castano chiaro, che contrastano nettamente con i motivi bianchi e neri della faccia. Le piume della fronte e del vertice sono bruno-nerastre con le estremità bruno-camoscio. Le parti superiori sono di colore variabile dal grigio-bruno al marrone scuro con abbondanti macchie nerastre, barre camoscio e caratteristiche strisce camoscio-crema bordate di nero. Le copritrici alari sono marrone scuro con sottili strie e barre camoscio. Le primarie e le secondarie presentano una colorazione marrone uniforme. La coda, appena sporgente, è marrone scuro barrata di camoscio.
Nella femmina è assente la macchia nera sulla gola e la briglia nera facciale è meno larga. La faccia e le parti inferiori presentano una colorazione più marroncina. Nel complesso l'aspetto è molto simile a quello della quaglia comune, fatta eccezione per i fianchi, che sono più rossi. Il petto presenta macchie piuttosto evidenti e un aspetto leggermente «squamoso». I giovani somigliano alla madre, ma hanno la nuca più chiara e parti inferiori più grigiastre. La gola e il petto sono abbondantemente ricoperte da barre.

### Voce
Il richiamo del maschio è più veloce, più ruvido e più acuto di quello della quaglia comune. Ogni nota ha un suono metallico e viene ripetuta in serie di tre. Il canto può anche cominciare con 2 note semplici e proseguire per 2 serie di 3: wit, wit, wit-wit-wit, wit-wit-wit. Talvolta la femmina risponde con un debole quik-ik. Quando si lancia precipitosamente in volo, la quaglia arlecchino emette uno stridulo skreeeee.

## Biologia
Malgrado sia più gregaria - vive anche in gruppi di 6-20 individui al di fuori della stagione della riproduzione -, le sue abitudini sono molto simili a quelle della quaglia comune. La quaglia arlecchino è molto sensibile alle precipitazioni. Proprio come la quaglia delle piogge (Coturnix coromandelica), talvolta dà luogo a vere e proprie invasioni nelle regioni che hanno ricevuto piogge abbondanti. Nel corso di incursioni particolarmente eccezionali, si possono vedere alzarsi in volo anche stormi comprendenti fino a 200 uccelli. Questa specie nidifica quasi subito dopo il suo arrivo. L'insediamento delle colonie è preceduta da numerosi scontri tra i maschi. Quando si sposta, la quaglia arlecchino è spesso attratta dalle luci artificiali. Nelle notti particolarmente nebbiose gli incidenti mortali sono molto numerosi. Tuttavia, non tutte le quaglie arlecchino hanno uno stile di vita nomade. Alcune popolazioni sono più resistenti alla siccità e rimangono nello stesso posto per tutto l'anno.

### Alimentazione
Il menu della quaglia arlecchino include una percentuale significativa di invertebrati. Cavallette, coleotteri, cimici, formiche, termiti e loro larve ne costituiscono la parte principale. Vengono ingeriti anche piccoli molluschi. Semi, giovani germogli e foglie costituiscono un complemento vegetale della dieta non trascurabile.

### Riproduzione
Le quaglie sono generalmente monogame, ma può accadere che due femmine depongano la loro covata nello stesso nido. Quest'ultimo consiste in una piccola depressione scavata nel suolo della prateria. L'interno è foderato con erba ed è spesso ricoperto da una cupola. La femmina si dedica da sola alla sua costruzione. La covata comprende in media 5 uova, ma essa può variare da 4 a 8. Quando più femmine si associano insieme, all'interno di un unico nido si possono rinvenire fino a 22 uova. Queste sono di colore camoscio-crema con macchie o schizzi di colore bruno-violaceo. Il loro aspetto appare più rugoso di quelle della quaglia comune. La femmina si dedica da sola alla loro cova per 14-18 giorni. Essa depone un'unica covata per stagione. La deposizione delle uova avviene subito dopo l'arrivo delle prime piogge e di conseguenza varia notevolmente a seconda delle regioni. Le quaglie arlecchino nidificano a quanto sembra in ogni periodo dell'anno a São Tomé, da agosto a settembre nella Repubblica Democratica del Congo, in luglio in Sudan e da aprile a giugno in Etiopia. In Kenya e in Tanzania la deposizione delle uova ha luogo da maggio a giugno e da novembre a dicembre. Essa avviene da gennaio a marzo in Zimbabwe, da ottobre a giugno in Zambia, da luglio a settembre in Namibia e da ottobre a marzo in Sudafrica. Il maschio partecipa alla cura e alla difesa dei piccoli.

## Distribuzione e habitat
Le quaglie arlecchino frequentano le praterie aperte, i pascoli umidi, le savane ricche di alberi e i bassopiani soggetti ad inondazioni temporanee. Occasionalmente occupano anche i terreni coltivati. Si trovano generalmente ad altitudini inferiori ai 1500 metri. A quote superiori sono rimpiazzate generalmente dalle quaglie comuni (Coturnix coturnix).
Le quaglie arlecchino sono originarie del continente africano, a sud del Sahara. Nidificano dalla Costa d'Avorio fino al sud del Sudan e sono sedentarie in un'ampia fascia di territorio che dall'Etiopia si spinge fino all'Angola ed al Natal. Sono assenti nelle foreste equatoriali (Gabon, nord della Repubblica Democratica del Congo), in Namibia e nelle province occidentali del Sudafrica (Provincia del Capo). Ne vengono più o meno riconosciute tre sottospecie: C. d. delegorguei, la sottospecie nominale (ampiamente diffusa in tutto l'areale), C. d. histrionica (endemica di São Tomé) e C. d. arabica (endemica della penisola arabica). La validità di quest'ultima forma è particolarmente dubbia, in quanto la maggior parte delle quaglie che si trovano in Arabia sono probabilmente esemplari migratori provenienti dall'Africa.

## Tassonomia
Come già ricordato, ne esistono tre sottospecie:
- C. d. delegorguei Delegorgue, 1847, diffusa nell'Africa a sud del Sahara e in Madagascar;
- C. d. histrionica Hartlaub, 1849, endemica di São Tomé;
- C. d. arabica Bannerman, 1929, endemica delle regioni meridionali dell'Arabia.

## Conservazione
Le quaglie arlecchino sono comuni, talvolta molto abbondanti durante i periodi di invasione, ma i loro effettivi variano notevolmente a seconda dei mesi. Le colonie temporanee occupano relativamente poco spazio e una grande superficie di territorio apparentemente sfruttabile rimane inutilizzata. La popolazione totale non è stata quantificata, ma la specie viene considerata dalla IUCN come «a rischio minimo» (Least Concern).